# آتاناس آتاناسوف (بازیکن فوتبال، زاده ۱۹۸۵)
آتاناس آتاناسوف (بلغاری: Атанас Атанасов؛ زادهٔ ۱۴ ژوئیهٔ ۱۹۸۵) بازیکن فوتبال اهل بلغارستان است.
از باشگاه‌هایی که در آن بازی کرده است می‌توان به باشگاه فوتبال لوکوموتیو صوفیه و باشگاه فوتبال لفسکی صوفیه اشاره کرد.